# Пеккер, Григорий Ильич
Григорий Ильич Пеккер (при рождении Гирш Ильич Пекер; 11 (24) октября 1905, Павлоград, Екатеринославская губерния — 14 октября 1983, Новосибирск) — советский виолончелист и музыкальный педагог.

## Биография
Родился 11 (24) октября 1905 года в семье павлоградского мещанина Ильи Лейб-Беровича Пекера и Даши Гиршовны Пекер. Дед, Лейб-Бер Хаимович Пеккер (1823 — 31 мая 1901, Павлоград), был мещанином Коростышевского общества Радомысльского уезда Киевской губернии. С детства играл на фортепиано и виолончели. В возрасте 11 лет поступил в Петроградскую консерваторию, учился игре на виолончели у французского педагога Л. Аббиате. После того как в 1919 году Аббиате уехал из России, Пеккер перешёл в класс Е. В. Вольф-Израэля.
Принимал участие в Гражданской войне на стороне Красной армии, участвовал в боях на Каховском плацдарме. В декабре 1923 года принял участие в первом исполнении Трио ор.8 Д. Д. Шостаковича, в тот момент тоже учащегося консерватории. Пеккер окончил консерваторию в 1924 году. В 1925—1926 годах он был концертмейстером и солистом Русско-японского симфонического оркестра, вместе с ним гастролировал в Китае и Японии.
В 1927 году уехал в Германию. С 1927 по 1929 год совершенствовался в Лейпцигской консерватории у Ю. Кленгеля. С 1929 года жил в Берлине. Ездил с гастролями по Германии, Франции, Нидерландам, Польше. В 1934 году, после прихода к власти Гитлера, вернулся в СССР.
С 1934 по 1937 год преподавал игру на виолончели в Московской консерватории, читал также курс методики обучения игре на виолончели. В 1935 году получил звание доцента. Часто выступал с концертами в Москве и других городах СССР. Отдавал предпочтение творчеству западных композиторов.
В 1938 году переехал в Киев, где стал преподавателем консерватории (с 1947 года профессор). В 1947—1951 годах играл в Квартете им. Вильома.
В 1957 году переехал в Новосибирск, и почти до конца жизни преподавал игру на виолончели в Новосибирской консерватории. Также читал курс методики обучения игре на виолончели.
Учениками Григория Пеккера были Л. А. Краснощёк и M. M. Кравцов. Перу Пеккера принадлежит ряд сочинений для виолончели, концертные обработки и педагогические редакции.
Похоронен на Заельцовском кладбище Новосибирска (квартал 102).